# Жоашен Мира
Жоаким Мира (фр. Joachim Murat; Лабастид Мира, 25. март 1767 — Пицо, 13. октобар 1815) је био маршал Француске у доба Наполеона. Наполеон га је поставио да буде краљ Напуља од 1808. до 1815. Био је ожењен Наполеоновом најмлађом сестром. Мира је био један од најспособнијих маршала Француске, храбар, али и промишљен војсковођа. Стрељан је у 48-ој години након пада Наполеона.

## Биографија
Са двадесет година регрутован је у коњицу. Прикључио се краљевој гарди 1791, али брзо ју је напустио и прешао у регуларну војску. Официр је постао 1792. Подржавао је револуционара јакобинца Жан Пол Мара и веровао је у републикански облик владавине. Ројалисти и контрареволуционари су 1795. организовали оружану побуну. Наполеон Бонапарта је 3. октобра 1795. именован командантом обрамбених снага Француског националног конвента. Капетан Мира је добио задатак од Наполеона да прикупи нешто артиљерије у предграђима ван контроле власти. Наполеон је 4. октобра помоћу топова спасио Национални Конвент. Мира је успео да нађе и да прокријумчари топове до срца Париза поред побуњеника. Тиме је осигурао републиканску власт. Због својих успеха Мира је постао пуковник а касније постаје један од најбољих Наполеонових официра.

## Учешће у револуционарним ратовима и походу на Египат
Наполеон је сакупљао војску да би осигурао Француску револуцију од инвазије страних монархистичких војски. Мира је заједно са Наполеоном ратовао у северној Италији против Аустријанаца и њихових савезника. Постао је командант коњице у борби против Аустријанаца, који су настојали да поново успоставе монархију у Француској. Његова вредност и смелост коју је показивао предводећи нападе коњице били су од изузетне важности за Наполеона. Мира је био важан јер је Наполеон стално користио брзе маневре да би се одбранио и победио много јачу противничку војску. Мираова вештина је помогла да Наполеон постане славан, а и Мира је постао славан као генерал славнога генерала.
Наполеонова лоше опремљена војска је успела да остане непобеђена од 1796. до 1798. против много јачих монархистичких војски. Када је коначно напао Аустрију са југа, присилио је Аустрију на потписивање мира помоћу којега је Француска добила део Белгије. Наполеон је 1798. предузео поход против Египта, са намером да пресече везу Енглеске са Индијом. Мира је командовао коњицом на славној инвазији Египта. Због пораза француске флоте у бици код Нила француска војска се нашла пред логистичким проблемима. После тога Наполеон је копненим путем кроз Палестину и Османско царство кренуо према Европи. Директоријум је позвао Наполеона да се хитно врати морским путем, јер је претила опасност од енглеске инвазије.

## Титуле
Мира је играо битну улогу у Наполеоновом државном удару 1799. Наполеон је прогласио Конзулат. Мира се оженио Наполеоновом сестром Каролином Бонапарта 1800. Наполеон га је 18. маја 1804. прогласио маршалом Француске. Добио је титулу „Први коњаник Европе“. Наполеон га је поставио да буде краљ Напуља 1. августа 1808.
Суделовао је у Наполеоновој инвазији Русије 1812.

## Крај
Суделовао је и у бици код Лајпцига 1813. После битке код Лајпцига Мира је постигао споразум са Аустријом да би сачувао свој трон. Током раздобља Сто дана закључио је да су европске силе на Бечком конгресу имале намеру да му одузму краљевину Напуљ и предају је пријашњим владарима. Због тога је издао прокламацију италијанским патриотима, позивајући их у рат против Аустрије. Мира је био поражен од Аустријанаца у бици код Толентина 2−3. маја 1815. Побегао је на Корзику након Наполеоновога пада. Подстицао је побуну у Калабрији са намером да поново постане краљ Напуља. Ухапсио га је Фердинанд IV Напуљски. Стрељан је пред стрељачким стројем.